# Bernhard Danckelmann (Jurist)
Bernhard Danckelmann (* 1. April 1895 in Posen; † 16. August 1981 in Kelkheim (Taunus)) war ein deutscher Jurist.

## Biografie
1913 bestand er die Reifeprüfung am humanistischen Gymnasium in Wiesbaden. Nach dem Studium der Rechtswissenschaften an den Universitäten Freiburg, Genf, und Kiel und Promotion an der Universität Heidelberg im Völkerrecht legte er 1922 die Zweite Juristische Staatsprüfung ab und trat in den preußischen Justizdienst ein. Er war als Richter am Amtsgericht Wiesbaden und ab 1930 am Landgericht Berlin, ab 1932 am Kammergericht tätig.
Zum 1. Mai 1933 trat Danckelmann der NSDAP bei (Mitgliedsnummer 2.655.646). 1937 wurde er Richter am Preußischen Oberverwaltungsgericht und nach Abordnung an das Reichsministerium des Innern 1941 Richter am Reichsverwaltungsgericht.
1945 wurde Danckelmann in Garmisch-Partenkirchen verhaftet und bis Dezember 1946 interniert. Danach war er Rechtsberater der Frankfurter Aufbau AG und ließ sich 1949 als Rechtsanwalt in Frankfurt am Main nieder.

## Juristischer Kommentator
Von der 1. bis zur 36. Ausgabe gab Danckelmann den Palandt, einen Kommentar zum BGB mit heraus. Er bearbeitete den Allgemeinen Teil des BGB und das Schuldrecht (Allgemeiner Teil). Hierbei gelten seine Ausführungen zur Rechtsscheinhaftung als wegbereitend für die spätere Rechtsprechung des Bundesgerichtshofs.
In den frühen Ausgaben des Kommentars versuchte er durch die Interpretation etwa des Begriffs der Rechtsfähigkeit oder der guten Sitten (§ 138 BGB) eine nationalsozialistische Auslegung des Gesetzes zu begründen.

„Zur Auslegung ist die in den völkischen Lebens- und Sittengesetzen beruhende Grundanschauung des Nationalsozialismus, vor allem das Programm der NSDAP, insbesondere Punkt 10 S 2, wonach die Tätigkeit des einzelne nicht gegen die Interessen der Allgemeinheit verstoßen darf, Punkt 11, der die Brechung der Zinsknechtschaft verlangt, Punkt 18, der rücksichtslosen Kampf denen ansagt, die durch ihre Tätigkeit das Gemeininteresse schädigen, insbesondere den Wucherern und Schiebern, und der Satz "Gemeinnutz geht vor Eigennutz" aus Punkt 24. […] Der Begriff der guten Sitten wird durch das seit dem Umbruch herrschende Volksempfinden, die nationalsozialistische Weltanschauung bestimmt."“

In seiner Eigenschaft als Richter beim Reichsverwaltungsgericht, bei dem ein Reichskriegsschädenamt gebildet werden sollte, kommentierte er außerdem die Kriegssachschädenverordnung.